# Музей лидского бровара
Музей Лидского бровара (бел. Музей Лідскага бровара) — музей истории мирового и белорусского пивоварения в Лиде Гродненской области Беларуси. Экспозиция открыта 29 марта 2022 года к 146-летию компании ОАО «Лидское пиво».

## Описание
В 2022 году на территории завода ОАО «Лидское пиво» открыт музей пивоварения. Он разместился в историческом здании пивоварни, запущенной еще в 1876 году.
Экспозиции музея предлагают большое число активностей и самых разных экспонатов, в том числе и интерактивных. Музей знакомит с историей пивной этикетки, бокала, представлены пивные бутылки завода Носеля Пупко конца XIX — начала XX века. Экспозиция включает в себя пивоваренное оборудование, различные тары для пива, пивные этикетки возрастом сто и более лет, пивные стаканы.

## Экспозиции
Вся экспозиция занимает три этажа.
- Выставка на первом этаже посвящена общей истории пива — начиная от изобретения напитка еще в глубокой древности и заканчивая современными технологиями.
- Второй этаж посвящен пивным ароматам, ингредиентам, сортам и стилям.
- Третий этаж — история ОАО «Лидское пиво» с момента основания (история, достижения, награды). Также расположен небольшой кинотеатр. Можно увидеть видеоролик об истории лидского пивоваренного завода, главным героем которого является Носель Пупко.
- Четвёртый этаж — дегустационный зал.

## Наследие
- Комплекс зданий пивоваренного завода, ул. Мицкевича, 32 —  Историко-культурная ценность Республики Беларусь, шифр 413Г000332.

## Галерея
- Музей Лидского бровара
- Зал с коллекцией пивных бутылок
- Зал с экземплярами современной продукции
- Дегустационный зал музея
- Дегустационный зал музея